# Buty
Buty ist eine ursprünglich aus Ostrava stammende tschechische Band, in deren Musik sich die Genres Pop, Rock, Folk und Jazz vermischen.

## Geschichte
Die Band wurde 1986 von Radomír Pastrňák und Richard Kroczek aus den ehemaligen Musikgruppen U238 und B komplex gegründet.
Seit September 2019 setzt sich Buty aus den Gründungsmitgliedern, Petr Vavřík, Milan Straka und Vlastimil Šmída zusammen.

## Auszeichnungen
- Český lev: 1994 – Musik zum Film Jízda (Die Fahrt) von Jan Svěrák
- Anděl: 1994 – Entdeckung des Jahres
- Anděl: 1995 – Band des Jahres, Album (Dřevo), Song (František)
- Anděl: 1996 – erster Platz in der Kategorie Pop-Rock[4]
- Český slavík: 1997 – 2. Platz
- Anděl: 1997 – Band, Musikvideo (Krtek), Kategorie Pop-Rock[4]
- Český slavík: 1998 – 3. Platz
- Anděl: 1999 – Band, Album (Kapradí)
- Anděl: 2000 – Song (Nad stádem koní)[4]
- 2007: Nominierung für den Český lev für die Musik zum Film (Little Girl Blue) von Alice Nellis[5]
- 2010: Nominierung für den Český lev für die Musik zum Film Mamas & Papas von Alice Nellis[6]

## Diskografie

### Alben
- 1992: Pískej si, pískej
- 1994: Ppoommaalluu
- 1995: Dřevo
- 1997: Rastakayakwanna
- 1999: Kapradí
- 2001: Normale
- 2006: Votom
- 2012: Duperele

### Singles
- 1996: Malinkého ptáčka
- 1999: Tata

### Kompilationen
- 2003: buTYKVAriát

### Konzertaufnahmen
- 2000: Kosmostour[7]